# Youngia koidzumiana
Youngia koidzumiana là một loài thực vật có hoa trong họ Cúc. Loài này được Kitam. miêu tả khoa học đầu tiên năm 1942.